# (321) Флорентина
(321) Флорентина (нем. Florentina) — небольшой астероид главного пояса, который принадлежит к светлому спектральному классу S и входит в состав семейства Корониды. Он был открыт 15 октября 1891 года австрийским астрономом Иоганном Пализой в Венской обсерватории и назван в честь дочери первооткрывателя.

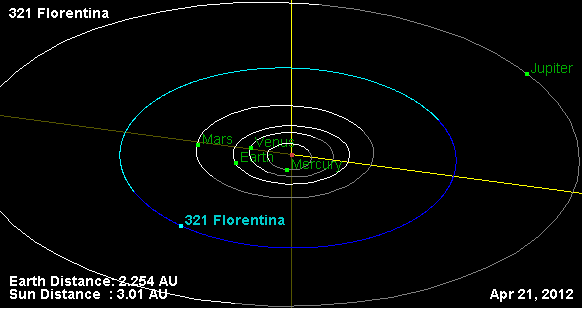
Орбита астероида Флорентина и его положение в Солнечной системе

Принадлежность астероида к данному семейству была установлена в результате наблюдений, сделанных в период с 1998 по 2000 год. Совместная работа привела к составлению индивидуальных кривых блеска для 61 астероида.